# Stiptopodius longipedis
Stiptopodius longipedis là một loài bọ cánh cứng trong họ Bọ hung (Scarabaeidae).